# Công viên tự nhiên trên nước Nhật
Công viên tự nhiên (都道府県立自然公園) dựa vào Luật Công viên tự nhiên và các quy định phù hợp của các tỉnh, nơi phong cảnh tuyệt vời mà đại diện cho tỉnh sẽ được xác định là công viên tự nhiên. Bộ trưởng Bộ Môi trường chỉ định Vườn quốc gia, Vườn quốc định với môi trường tự nhiên được bảo vệ đã được thiết lập với mục đích sử dụng thích hợp. Tính đến ngày 1 tháng 6 năm 2012 (2012), có 315 địa điểm, 1.977.528 ha công viên tự nhiên tỉnh được chỉ định trong cả nước .

## Danh sách các công viên tự nhiên tỉnh

### Vùng Hokkaido

#### Hokkaido
- Công viên tự nhiên Akkeshi
- Công viên tự nhiên Furano Yubetsu
- Công viên tự nhiên Emeishan
- Công viên tự nhiên Megumi
- Công viên tự nhiên Notsuke Wind Lotus Road
- Công viên tự nhiên Matsumae Yagokoshi
- Công viên tự nhiên Bắc Okshotsk Hokkaido
- Công viên tự nhiên Hokkaido Công viên rừng Nopporo
- Công viên tự nhiên Kaiba Motsu Tadodate
- Công viên tự nhiên Shonai
- Công viên tự nhiên Teshiodake
- Công viên tự nhiên Shari-dake

12 nơi

### Vùng Tohoku

#### Tỉnh Aomori
- Công viên thiên nhiên Asamushi Natsuhaku
- Công viên thiên nhiên Owanigaseki Onsengo
- Công viên rừng tự nhiên Tedashi Kaigan Takeda → Nó được đưa vào Công viên quốc gia tái thiết Sanriku ra mắt vào ngày 24 tháng 5 năm 2013.
- Công viên thiên nhiên Nakuitake
- Công viên thiên nhiên Hino-ken-numa
- Công viên thiên nhiên Kuroishi Onsengo
- Công viên thiên nhiên Iwaki Kogen
- Công viên thiên nhiên Tsugaru Shirokami (→ ngày 31 tháng 3 năm 2017 Đổi tên từ Công viên tự nhiên Takino của Akaishi Keiryu Anemon).)

7 nơi

#### Tỉnh Iwate
- Công viên thiên nhiên Hanamaki Onsengo
- Công viên thiên nhiên Kuji Hiraiwa
- Công viên thiên nhiên Toyama Hayasaka
- Công viên thiên nhiên Yuda Onsenkyo
- Công viên thiên nhiên Orikome Senkyo
- Công viên thiên nhiên Gohayama
- Công viên thiên nhiên Murone Kogen

7 nơi

#### Tỉnh Miyagi
- Công viên thiên nhiên Cao nguyên Zao
- Công viên tự nhiên thung lũng Abukuma
- Công viên thiên nhiên Fuchiguchi Canyon
- Công viên thiên nhiên Dãy núi Funagata
- Công viên thiên nhiên Matsushima
- Công viên thiên nhiên Asahiyama
- Công viên thiên nhiên Hagikamiyama Manishiura
- Công viên thiên nhiên Kesennuma

8 nơi

#### Akita
- Công viên thiên nhiên Yamori Iwadate
- Công viên thiên nhiên Akita Shirakami
- Công viên thiên nhiên Tashirodake
- Công viên thiên nhiên Kimimachi Osaka
- Công viên thiên nhiên Mori Yoshiyama
- Công viên thiên nhiên Taipingshan
- Công viên thiên nhiên Tazawa hinairi
- Công viên thiên nhiên Maki Manaka

8 nơi

#### Tỉnh Yamagata
- Công viên thiên nhiên Bãi biển Shonai
- Công viên thiên nhiên Goshoyama
- Công viên tự nhiên tỉnh Kennan
- Công viên thiên nhiên tỉnh Kanashiyama
- Công viên thiên nhiên tỉnh Tendo Kogen
- Công viên thiên nhiên tỉnh Mogamigawa

6 nơi

#### Tỉnh Fukushima
- Công viên thiên nhiên Reiyama
- Công viên thiên nhiên Kamagagi
- Công viên thiên nhiên Nanko
- Công viên tự nhiên Okucuji
- Công viên thiên nhiên Bờ biển Ibaraki
- Công viên thiên nhiên Matsukawaura
- Công viên thiên nhiên Nakoso
- Công viên thiên nhiên Shiomi Yanagi
- Công viên thiên nhiên Okawa Hatori
- Công viên thiên nhiên Cao nguyên trung tâm Abukuma
- Công viên thiên nhiên Thung lũng sông Natsui

11 nơi

### Vùng Kanto và Koshinetsu

#### Tỉnh Ibaraki
- Công viên thiên nhiên vườn hoa Hananuki
- Công viên thiên nhiên Takasuzu
- Công viên thiên nhiên Ota
- Công viên tự nhiên Okucuji
- Công viên thiên nhiên Oarai
- Công viên thiên nhiên Mito
- Công viên thiên nhiên Omaeyama
- Công viên thiên nhiên Yasukuni Ehime
- Công viên thiên nhiên Kasama

9 nơi

#### Tochigi
- Công viên thiên nhiên Mae Nikko
- Công viên thiên nhiên Yagizo
- Công viên thiên nhiên Nakagawa
- Công viên thiên nhiên Mashiko
- Công viên thiên nhiên Taiheizan
- Công viên thiên nhiên Karasawa
- Công viên thiên nhiên Ashikaga
- Công viên thiên nhiên Utsunomiya

8 nơi

#### Tỉnh Gunma
Không có. Tuy nhiên, chính quyền địa phương đã chỉ định các công viên của riêng họ và có sáu công viên Tỉnh, Công viên tỉnh Akagi bao gồm khu vực Akagiyama và Công viên Tỉnh Haruna bao gồm khu vực Harunayama.

#### Tỉnh Saitama
- Công viên tự nhiên Sayama
- Công viên tự nhiên Oku Musashi
- Công viên tự nhiên Kuroyama
- Công viên tự nhiên Nagaremu Onuma
- Công viên tự nhiên đồi Hiki
- Công viên tự nhiên Kamitake
- Công viên tự nhiên Burko
- Công viên tự nhiên Yasuyuki Bunan
- Công viên tự nhiên Ryokami
- Công viên tự nhiên Nishi Chichibu

10 nơi

#### Tỉnh Chiba
- Công viên thiên nhiên thung lũng Yoro Oku Kiyosumi
- Công viên tự nhiên Kujukuri
- Công viên thiên nhiên Inba Tega
- Công viên tự nhiên Takahatayama
- Công viên tự nhiên Sakai Okayama
- Công viên thiên nhiên Toyama
- Công viên thiên nhiên Otone
- Công viên thiên nhiên Kashiwamori Tsurumai

8 nơi

#### Tokyo
- Công viên tự nhiên Tokyo Takiyama
- Công viên tự nhiên Tokyo Takao
- Công viên tự nhiên Tokyo Tama Hills
- Công viên tự nhiên Tokyo Sayama
- Vườn hoa tự nhiên Tokyo Hamura
- Công viên tự nhiên Tokyo Akikawa Hills

6 nơi

#### Tỉnh Kanagawa
- Công viên thiên nhiên Tanzaniaawa Oyama
- Công viên thiên nhiên hồ Jinma Sagami
- Công viên tự nhiên Oku Yugawara
- Công viên tự nhiên bán đảo Paz Manazuru

4 nơi

#### Tỉnh Yamanashi
- Công viên thiên nhiên Yotsuya
- Công viên thiên nhiên Nam Alps Kyoma

2 nơi

#### Tỉnh Nagano
- Công viên thiên nhiên trung tâm Alps
- Công viên thiên nhiên Mitake
- Hệ thống nước sông Mimine Công viên thiên nhiên tỉnh
- Công viên thiên nhiên Shiogama Ojo
- Công viên thiên nhiên Shoyama Kogen
- Công viên thiên nhiên Tenryu Koshibu

6 nơi

#### Tỉnh Niigata
- Công viên thiên nhiên tỉnh Fla River Flowing Island
- Công viên thiên nhiên Tỉnh hai Oji
- Công viên thiên nhiên tỉnh Agano River Line
- Công viên thiên nhiên tỉnh Five Head Mountain
- Công viên thiên nhiên tỉnh Nagaoka Higashiyamayama Motoyama
- Công viên thiên nhiên tỉnh Oku Hayade
- Công viên thiên nhiên vùng núi Uonuma
- Công viên thiên nhiên tỉnh Yoneyama Fukuura Hakkei
- Công viên thiên nhiên tỉnh Naofu Matsunoyama Oike
- Công viên thiên nhiên tỉnh Kushiki
- Công viên thiên nhiên tỉnh Hakuba Yamakasa
- Công viên thiên nhiên tỉnh Yujiko Shichiko
- Công viên thiên nhiên tỉnh Kosado

13 nơi

### Hokuriku · vùng Tokai

#### Tỉnh Toyama
- Công viên thiên nhiên tỉnh Asahi
- Công viên thiên nhiên tỉnh Arimine
- Công viên thiên nhiên tỉnh Gokayama
- Công viên thiên nhiên tỉnh Shiraki Mizusu
- Công viên thiên nhiên tỉnh Ikuyama
- Công viên thiên nhiên tỉnh Monkagatake

6 nơi

#### Tỉnh Ishikawa
- Công viên thiên nhiên tỉnh Yamanaka-Oitayama
- Shishigoi, Công viên thiên nhiên tỉnh Totori
- Công viên thiên nhiên tỉnh Shizukuishiken
- Công viên thiên nhiên tỉnh Hakusan Ichirono
- Công viên thiên nhiên tỉnh Ikuyama

5 nơi

#### Fukui
- Công viên thiên nhiên tỉnh Okoshige

1 nơi

#### Tỉnh Gifu
- Công viên thiên nhiên tỉnh Senbon Matsubara
- Công viên thiên nhiên tỉnh Hagi
- Okuhida Một số sông Công viên thiên nhiên tỉnh Nagareha
- Công viên thiên nhiên tỉnh Utsue Shijuhachitaki
- Công viên thiên nhiên tỉnh Enakyo
- Công viên thiên nhiên tỉnh Phật Sơn
- Công viên thiên nhiên tỉnh Ureki Sakai
- Công viên thiên nhiên tỉnh Ibuki
- Công viên thiên nhiên tỉnh Toki Sangokuyama
- Công viên thiên nhiên tỉnh Yamayama
- Công viên thiên nhiên tỉnh Okunagara
- Công viên thiên nhiên tỉnh Barley
- Công viên thiên nhiên tỉnh Seseragi Valley
- Công viên thiên nhiên tỉnh Tensei
- Công viên tự nhiên tỉnh Ontakeyama

15 nơi

#### Tỉnh Shizuoka
- Công viên thiên nhiên tỉnh Nihon
- Công viên thiên nhiên tỉnh Oku Oi
- Công viên thiên nhiên tỉnh Omaezaki Enshu Sakai
- Công viên tự nhiên tỉnh Hamanako

4 nơi

#### Tỉnh Aichi
- Công viên thiên nhiên tỉnh bán đảo Atsumi
- Công viên thiên nhiên tỉnh Minamichita
- Công viên thiên nhiên tỉnh Dando Kogen
- Công viên thiên nhiên tỉnh Chogusa Valley
- Công viên thiên nhiên tỉnh Motomiyayama
- Công viên tự nhiên tỉnh Sakurajima
- Công viên thiên nhiên tỉnh Ishinomakiyama của Mỹ

7 nơi

#### Tỉnh Mie
- Công viên thiên nhiên tỉnh Mizugo
- Công viên thiên nhiên vùng biển của Issei
- Công viên thiên nhiên tỉnh Akame Ichishikyo
- Công viên thiên nhiên tỉnh Kakankyo
- Công viên thiên nhiên tỉnh Oku Ise Miyagawa

5 nơi

### Vùng Kansai

#### Tỉnh Shiga
- Mikami, Tagami, Công viên thiên nhiên tỉnh Shigaraki
- Công viên thiên nhiên tỉnh Tochigi / Kamogawa
- Công viên thiên nhiên tỉnh Koto

3 nơi

#### Tỉnh Kyoto
- Công viên thiên nhiên núi Puru Rui
- Công viên tự nhiên Hẻm núi Hozu
- Công viên tự nhiên tỉnh Tsujikiyama

3 nơi

#### Tỉnh Osaka
- Công viên tự nhiên tỉnh Hokusetsu

1 nơi

#### Tỉnh Hyogo
- Công viên thiên nhiên tỉnh Taki Renzan
- Công viên thiên nhiên tỉnh Inagawa
- Công viên thiên nhiên Tỉnh cọc Shimizu Tojo
- Công viên thiên nhiên tỉnh Asago Gunsan
- Công viên thiên nhiên tỉnh Otomizu Chikusa
- Công viên thiên nhiên tỉnh Tajima
- Công viên thiên nhiên tỉnh Nishiban
- Công viên thiên nhiên tỉnh Izushi Itoi
- Công viên thiên nhiên tỉnh Harima Chubu Hillside
- Công viên thiên nhiên tỉnh Yukihiko Mineyama
- Công viên thiên nhiên tỉnh Hinagata Yamasenamine

11 nơi

#### Tỉnh Nara
- Công viên thiên nhiên Yada
- Công viên tự nhiên Tsukigase Kanoyama
- Công viên thiên nhiên tắm sông Yoshino Tsu Bath

3 nơi

#### Tỉnh Wakayama
Có một đánh giá vào tháng 4 năm 2009, 3 công viên đã được thêm vào và 1 công viên (Công viên Tự nhiên Tỉnh Oike Koshigawa) đã được loại bỏ. Vào tháng 3 năm 2010, một công viên (Công viên thiên nhiên tỉnh Koza) đã được chỉ định . Khi hai công viên ở phía nam thành phố Tanabe Shirahama Kaigan Công viên thiên nhiên tỉnh Kumano Kashiwa Kaigan được chuyển đến Công viên quốc gia Yoshino Kumano vào tháng 9 năm 2015.
- Công viên tự nhiên hẻm núi Koyasancho Ishido Tamagawa
- Công viên thiên nhiên tỉnh Longmenshan
- Công viên thiên nhiên tỉnh Ikuishi Kogen
- Công viên thiên nhiên tỉnh Nishi Arita
- Công viên thiên nhiên tỉnh Shirasaki Kaigan
- Công viên thiên nhiên tỉnh Yashiki
- Công viên tự nhiên tỉnh Jogamori Kashiwa
- Công viên thiên nhiên tỉnh Kansu Mountains
- Công viên thiên nhiên tỉnh Ototo Hikikawa
- Công viên thiên nhiên tỉnh Shiramiyama Wadagawakyo
- Công viên thiên nhiên tỉnh Kozagawa

11 nơi

### Vùng Chugoku-Shikoku

#### Tỉnh Tottori
- Công viên thiên nhiên Tỉnh Misasa Togo
- Công viên thiên nhiên tỉnh Oku Hino
- Công viên thiên nhiên tỉnh Nishi Inaba

3 nơi

#### Tỉnh Shimane
- Công viên thiên nhiên tỉnh Shimizu Tsukiyama
- Công viên thiên nhiên động đất Tongu Tongu
- Công viên thiên nhiên tỉnh Tosiko Kitayama
- Công viên thiên nhiên tỉnh Tatekuekyo
- Công viên thiên nhiên tỉnh Ryuto Yaedaki
- Công viên thiên nhiên tỉnh Egawa
- Hashikei, Công viên thiên nhiên tỉnh Kannon Falls
- Công viên thiên nhiên tỉnh Senjokei
- Công viên thiên nhiên tỉnh Hamada Kaigan
- Công viên thiên nhiên Tỉnh Ryuryu
- Công viên thiên nhiên tỉnh Aonoyama

11 nơi

#### Tỉnh Okayama
- Công viên thiên nhiên thượng nguồn sông Takahashi
- Địa điểm lịch sử Kibi Công viên thiên nhiên tỉnh
- Công viên thiên nhiên tỉnh Yuhara Okutsu
- Công viên thiên nhiên vùng đồi của làng phong cách Kibiji
- Công viên thiên nhiên vùng núi Beisaku
- Công viên thiên nhiên tỉnh Kibi Seiryu
- Công viên thiên nhiên giữa dòng Yoshiigawa

7 nơi

#### Tỉnh Hiroshima
- Công viên thiên nhiên tỉnh Minamiharakyo
- Công viên thiên nhiên tỉnh Yamanokyo
- Công viên thiên nhiên tỉnh Mikuradake
- Công viên thiên nhiên tỉnh Takerinji Kurayama
- Đền Phật Gocho Hachimangu Công viên tự nhiên tỉnh
- Công viên thiên nhiên tỉnh Kannose Gorge

6 nơi

#### Tỉnh Yamaguchi
- Công viên thiên nhiên tỉnh Nagatokyo
- Công viên thiên nhiên tỉnh Luhanshan
- Công viên thiên nhiên tỉnh Ishishiroyama
- Công viên thiên nhiên tỉnh Toyota

4 nơi

#### Tỉnh Tokushima
- Công viên thiên nhiên tỉnh Kinzo
- Công viên thiên nhiên tỉnh Kokoshi trụ cột
- Công viên thiên nhiên tỉnh Taimayama
- Công viên thiên nhiên tỉnh Oku Miyagawa Uchidani
- Công viên thiên nhiên tỉnh Đông Sơn Tây
- Công viên thiên nhiên tỉnh Chubu Sankei

6 nơi

#### Tỉnh Kagawa
- Công viên thiên nhiên tỉnh Otaki Okawa

1 nơi

#### Tỉnh Ehime
- Công viên thiên nhiên tỉnh Golden Sand Lake
- Công viên thiên nhiên tỉnh Okudo Go Tamagawa
- Công viên thiên nhiên tỉnh Sagaraya
- Công viên thiên nhiên tỉnh Shikoku Karst
- Công viên thiên nhiên tỉnh Kamogawa
- Bán đảo Sada Công viên thiên nhiên tỉnh Uwakai
- Công viên thiên nhiên tỉnh Emeishan

7 nơi

#### Tỉnh Kochi
- Công viên thiên nhiên tỉnh Teyu Sumiyoshi
- Công viên thiên nhiên tỉnh Okunobe
- Công viên thiên nhiên tỉnh Shirahama
- Công viên thiên nhiên tỉnh Yokokurayama
- Công viên thiên nhiên tỉnh Yokonami
- Công viên thiên nhiên tỉnh Irino
- Công viên thiên nhiên tỉnh Sukumo
- Công viên thiên nhiên tỉnh Long River Dong
- Công viên thiên nhiên tỉnh Nakatsu Thung lũng Longkawado
- Công viên thiên nhiên tỉnh Susaki Bay
- Công viên thiên nhiên tỉnh Okitsu
- Công viên thiên nhiên Tỉnh Yasui Valley
- Công viên thiên nhiên tỉnh Shikoku Karst
- Công viên thiên nhiên tỉnh Kitayama
- Công viên thiên nhiên tỉnh Uohashise
- Công viên thiên nhiên tỉnh Kasumigamori
- Công viên thiên nhiên tỉnh Haoyama
- Công viên thiên nhiên tỉnh Koishiyama Jingamori

18 địa điểm

### Vùng Kyushu

#### Tỉnh Fukuoka
- Công viên thiên nhiên tỉnh Dazaifu
- Công viên thiên nhiên tỉnh Chikuho
- Công viên thiên nhiên tỉnh Chikugo
- Công viên thiên nhiên tỉnh Yabegawa
- Công viên tự nhiên Osamu Nojimayama

5 nơi

#### Tỉnh Saga
- Công viên thiên nhiên tỉnh Kurogeyama
- Công viên thiên nhiên tỉnh Taradake
- Công viên thiên nhiên tỉnh Tianshan
- Công viên thiên nhiên tỉnh Yawadake
- Osamu Osamu Kitayama Công viên tự nhiên tỉnh
- Công viên thiên nhiên tỉnh Kawakami / Kinpachi

6 nơi

#### Tỉnh Nagasaki
- Công viên tỉnh Taradake
- Công viên tỉnh bán đảo Nomo
- Công viên tỉnh Kitamatsu
- Công viên tỉnh Omura Bay
- Công viên tỉnh bán đảo Nishi-Sonosu
- Công viên tỉnh Shimabara Bán đảo

6 nơi

#### Tỉnh Kumamoto
- Công viên thiên nhiên tỉnh Kinmineyama
- Công viên thiên nhiên tỉnh Ogasawara
- Công viên thiên nhiên Tỉnh Oyano bên bờ biển
- Công viên thiên nhiên tỉnh Reihoku
- Công viên thiên nhiên tỉnh Yabe
- Công viên thiên nhiên Tỉnh Itsuki 5 C
- Công viên thiên nhiên tỉnh Okukuma

7 nơi

#### Oita
- Công viên thiên nhiên tỉnh bán đảo Kunisaki
- Công viên thiên nhiên tỉnh Bungo Suido
- Công viên thiên nhiên tỉnh Shinkakuji Kamogawa
- Công viên thiên nhiên tỉnh Tsueyama
- Grandma jin công viên thiên nhiên

5 nơi

#### Tỉnh Miyazaki
- Grandma jin công viên thiên nhiên
- Công viên tự nhiên tỉnh Osuzu
- Công viên thiên nhiên tỉnh Nishitobaru Sugi Ankyo
- Hà Chi Chika, Công viên thiên nhiên tỉnh Sekinoo
- Công viên thiên nhiên tỉnh Wanitsuka
- Công viên thiên nhiên tỉnh Yatake Kogen

6 nơi

#### Tỉnh Kagoshima
- Công viên thiên nhiên tỉnh Akune
- Công viên thiên nhiên tỉnh Fukiagehama
- Công viên thiên nhiên tỉnh Shibataike
- Công viên thiên nhiên tỉnh BONOMA
- Công viên thiên nhiên tỉnh lưu vực Kawachigawa
- Công viên thiên nhiên tỉnh Takahatayama
- Công viên thiên nhiên tỉnh Osumi Nanbu
- Công viên thiên nhiên tỉnh Kashiwa
- Công viên tự nhiên quần đảo Tokara

9 nơi

### Vùng Okinawa

#### Tỉnh Okinawa
- Công viên thiên nhiên tỉnh Kumejima
- Công viên thiên nhiên tỉnh Margarbe
- Công viên thiên nhiên tỉnh Tonaki
- Công viên thiên nhiên tỉnh Tarama

4 nơi

## Mục liên quan
- Đạo luật Công viên Tự nhiên
- Danh sách các công viên tự nhiên
- Cuộc họp công viên tự nhiên
- Vườn quốc gia
- Vườn quốc gia

## Chính quyền
1. ↑  Luật và quy định liên quan đến vườn quốc gia, các văn bản khác nhau (Bộ Môi trường)
2. ↑  “和歌山県立自然公園の抜本的見直し事業”. 和歌山県環境生活部環境政策局環境生活総務課自然環境室. Bản gốc lưu trữ ngày 6 tháng 4 năm 2011. Truy cập ngày 15 tháng 10 năm 2010.